# Naționalism afrikaner

Republicile Burilor

Naționalismul afrikaner (în afrikaans Afrikanernasionalisme) este o ideologie politică care a luat naștere spre sfârșitul secolului XIX în comunitățile de afrikaneri din Africa de Sud, fiind puternic influențat de sentimentului anglofob⁠(d)care a cuprins populația ca urmare a războaielor burilor⁠(d).
Conform istoricului T. Dunbar Moodie, naționalismul afrikaner poate fi descris drept o religie civilă⁠(d) care combină istoria afrikanerilor, limba afrikaans și calvinismul afrikaner⁠(d). Un important promotor al ideologiei a fost organizație secretă Broederbond⁠(d) și Partidul Național⁠(d) care a condus țara între 1948 și 1994. Alte organizații asociate cu ideologia afrikaner au fost Federația Organizațiilor Culturale Afrikaner⁠(d) (în afrikaans Federasie van Afrikaanse Kultuurvereniginge), Institutul pentru Educație Creștină și Asociația pentru Protecția Muncitorilor Albi.

## Ideologia
Unul dintre primii susținători ai naționalismului afrikaner a fost preotul hirotonit Stephen Du Toit (1847-1911) al Bisericii Reformate Daneze⁠(d), unul dintre membrii fondatori ai Uniunii Afrikaner⁠(d) (1881) și ai ziarului Die Afrikaanse Patriot (1876). În scrierile sale, Du Toit propune ideea că afrikanerii sunt o naționalitate distinctă a cărei patrie este Africa de Sud și a cărei limba este afrikaans. De asemenea, apare idea că destinul acestui volk este să conducă Africa de Sud.

### Biserica Reformată Olandeză
Religia, cu precădere calvinismul afrikanerilor, a jucat un rol important în dezvoltarea naționalismului afrikaner și a ideologiei apartheidului. Bisericile Reformate Olandeze din Africa de Sud au fost implicate pe parcursul secolului XVIII într-o luptă constantă cu modernismul și modernitatea⁠(d). Acestea și-au asumat convingerile conservatoare propuse de Abraham Kuyper care susținea că autoritatea lui Dumnezeu primează asupra sferelor⁠(d) creației. Astfel de sfere - de exemplu națiunile istorice - trebuie să fie conversate și protejate în fața liberalismului și a ideologiilor revoluționare. De asemenea, Kuyper respinge ideile Iluminismului care au contribuit la ideea de egalitate, fraternitate și libertate. Din punctul său de vedere, aceste idei dispută autoritatea lui Dumnezeu. Istoria afrikanerilor a fost reinterpretată și prin intermediul ideologiei național-creștine. Paul Kruger, președintele Republicii Sud-Africane din 1883 până în 1902 și membru fondator al Gereformeerde Kerke van Zuid-Afrika sau „Biserica Dopper”, caracteriza poporul afrikaner drept poporul ales, Marea Migrație a anilor 1830 era considerată un exod către Pământul Făgăduinței în Republicile Bure⁠(d).

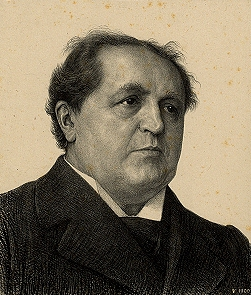
Abraham Kuyper, teolog olandez neocalvinist.

### Naționalismul secular afrikaner
În timp anilor '30 și '40, numeroși intelectuali au contribuit la formularea teoretică a naționalismului afrikaner. Nicolaas Johannes Diederichs⁠(d), care mai târziu avea să devină președintele⁠(d) Africii de Sud (1975-1978), a formulat ideologia naționalistă în lucrarea „Nationalism as a Worldview and Its Relationship to Internationalism” (1936) cu ajutorul teologiei kuyperiene. Conform acestuia, Dumnezeu a creat națiunile, iar aceste națiuni au un drept divin de a exista⁠(d) ca entități separate. Prin urmare, afrikanerii pot să refuze Africa de Sud a „britanicilor” în care să coexiste alături de alte grupuri etnice minoritare. Geoffrey Cronje a modificat aceste idei și a susținut că atâta timp cât populația afrikaner există ca minoritate într-un mediul rasial și cultural diferit, aceștia nu trebuie să permită majorității de culoare să progreseze economic și politic deoarece ar putea prelua puterea. Cronje recunoaște caracterul nedrept al acestei propuneri și oferă ca soluție segregarea completă (i.e. apartheid) a populației albe de cea nativă.
Elita intelectuală - alături de Partidul Național și Broederbond - a dezvoltat într-un final o politică radicală prin care este respinsă hegemonia britanică în sfera economică și politică, precum și mizeria (mengelmoes) etnică cauzată de transportul muncitorilor de culoare în diverse zone ale țării. Aceștia propun ca soluție o republică afrikaner dominantă aflată în afara sferei de influență a imperialismului britanic și o rearanjare a hărții demografice. Clasa de mijloc nu a susținut însă un astfel de plan.

### Naționalismul afrikaner și conceptul de rasă
Pe parcursul secolului XIX, poziția Bisericii Reformate Olandeze față de problemele naționaliste a fost mai degrabă una pragmatică decât ideologică. De exemplu, în Africa de Sud segregarea pe criterii rasiale a fost acceptată drept un mod adecvat de a gestiona o comunitate eterogenă. Criza economică din țară între 1905 și 1909 a schimbat această atitudine când un nou grup de „albi săraci” - în mare parte afrikaneri - s-au stabilit aici. Segregarea rasială a devenit dogma bisericii din 1939:
„Politica de segregare susținută de afrikaneri și de biserica lor este chemarea sfântă a Bisericii de a se îngriji de miile de albi săraci din orașe care duc o bătălie pierdută în lumea economică actuală... Practica segregării va conduce mai departe la crearea unor orașe sănătoase destinate doar persoanelor de culoare unde aceștia vor fi în măsură să se dezvolte după bunul plac, să își stabilească propriile instituții și să se guverneze singuri sub tutela albilor".
Statul afrikaner, ca reprezentat al civilizației creștine⁠(d), are dreptul divin⁠(d) de a exista separat de restul popoarelor „păgâne” și a le conduce.

### Naționalismul afrikaner și național-socialismul
Naționalismul afrikaner și național-socialismul își au originea în naționalismul religios⁠(d) și în pangermanism⁠(d), motiv pentru care elementele rasiste ale ambelor mișcări erau similare. De exemplu, critica adusă sistemului capitalist în perioada interbelică a fost unul puternic antisemit. Înainte și în timpul celui de-al Doilea Război Mondial, aceste sentimente au condus la apariția unui număr de organizații naționaliste pronaziste precum Ossewabrandwag⁠(d) (înființat în februarie 1939) și aripa sa paramilitară Stormjaers.

## Politica naționalistă

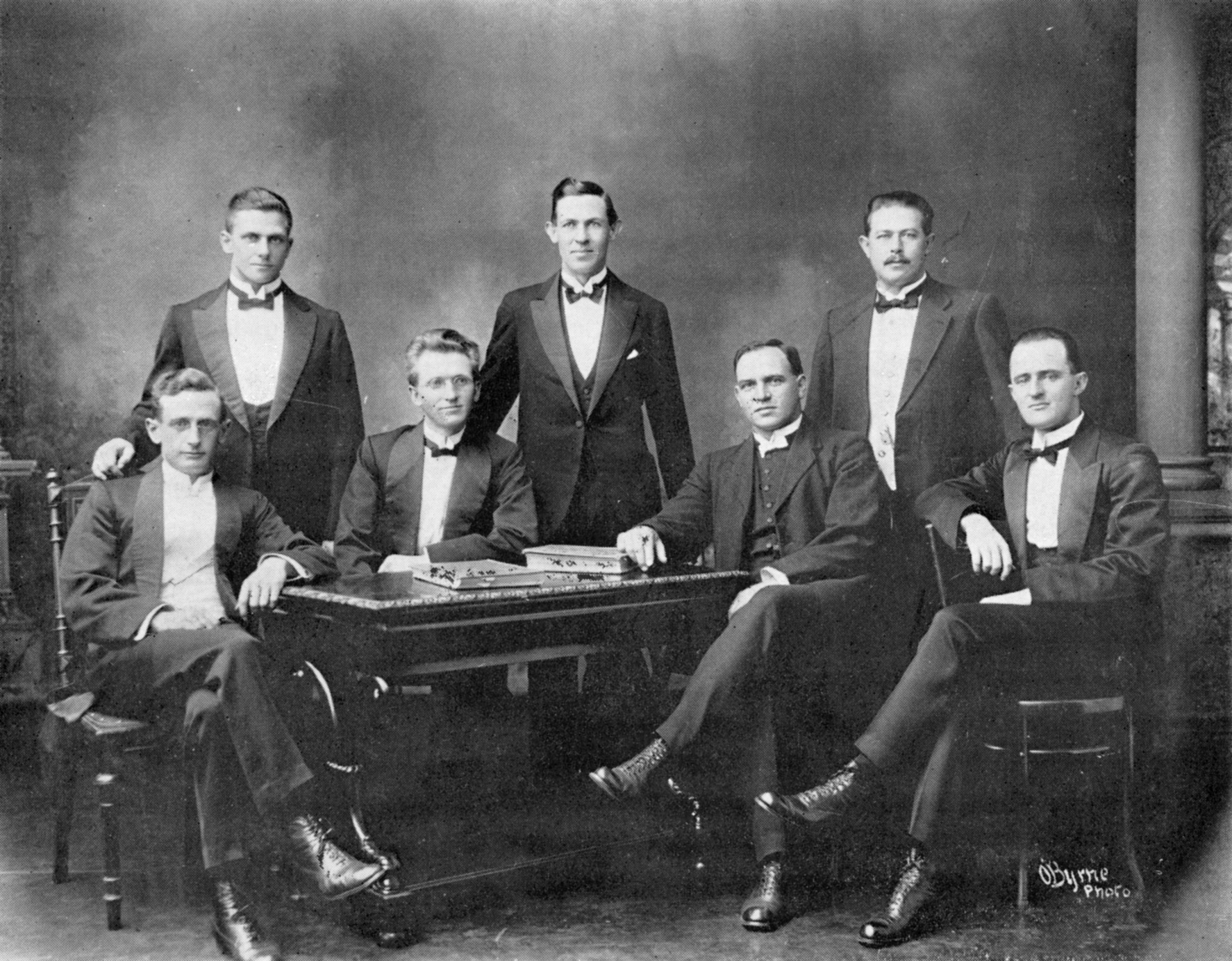
Liderii Afrikaner Broederbond în 1918.

J. B. M. Hertzog⁠(d) a condus Partidul Naționalist în perioada alegerilor din 1915 și 1920 sub sloganul „Africa de Sud înainte de toate”. Scopul acestora era să obțină independența și să iasă de sub influența britanicilor. În perioada alegerilor din 1924, acesta a învins Partidul Sud-African⁠(d) condus de Jan Smuts după ce Smuts a înăbușit revoltele Rand⁠(d) ale minerilor albi în 1922 și a păstrat puterea timp de 15 ani cu ajutorul unei coaliții guvernamentale alături de Partidul Laburist⁠(d). În timpul mandatului său, a promovat  naționalismul afrikaner și a accentuat segregarea rasială în țară.

### Broederbond
În perioada anilor '30, un grup format din membri Broederbond⁠(d) au contribuit la ideologia naționalistă a afrikanerilor prin încercarea de a formula o identitate „național-creștină” pentru toți albii sud-africani vorbitori de afrikaans, respectiv prin introducerea ideii de Volkskapitalisme (capitalismului poporului) care încerca să preia controlul sistemului economic „britanic” sau „evreiesc” și să-l modifice astfel încât să fie compatibil cu caracterul național. Scopul Volkskapitalisme este de îmbunătăți condițiile economice din comunitățile de afrikaneri care erau în general mai săraci decât albii vorbitori de limba engleză din Africa de Sud. Deși programul a contribuit la înființarea unor întreprinderi precum Sanlam⁠(d) și Volkskas⁠(d) care și astăzi au un rol central în economia sud-africană, într-un final impactul asupra comunităților sărace a fost infim.
În ciuda eforturilor activiștilor Broederbond de a „afrikaniza” Africa de Sud, însușirea acestei noi identități național-creștine a fost greoaie și pasivă. Conform studiilor electorale, o mare parte din grupul țintă a început să voteze pentru Partidul Național abia la începutul anilor 1960.

### Mass-media
Tot în perioada anilor 1930-1940, naționaliștii afrikaner au construit o „comunitate imaginată⁠(d)” a afrikanerilor cu ajutorul hărților și a poveștilor despre trecutul eroic, țelul moral și locul între celelalte națiuni al acestora. Ideile s-au răspândit prin recent înființata mass-medie: jurnalul național-creștin Koers, revistele Inspan și Huisgenoot, cărțile publicate de editura Burger Boekhandel, respectiv ziarele Die Burger⁠(d), Transvaler și Volksbald⁠(d). Utilizarea termenul de „afrikaans” în loc de olandeză era promovată în mod agresiv pe parcursul anilor 1920, cu precădere în școlile albilor. Biblia a fost tradusă în afrikaans de J. D. du Toit⁠(d), E. E. van Rooyen, J. D. Kestell, H. C. M. Fourie și BB Kee⁠(d) în 1933.

### Perioada post-apartheid

Steagul libertății al Afrikaner Volksfront (Vryheidsvlag).

Deși a dispărut în mare parte din sfera publică, naționalismul afrikaner este susținut de inițiative politice precum Cyber Republic of the Boer Nation care se autocaracterizează drept „singurul trib indigen alb din sudul Africii” și care a încercat să obțină protecție din partea unui grup de lucru al ONU⁠(d). Există și partide de dreapta ca Partidul Herstigte Nasionale⁠(d) a cărei scop este acela de a „promova fără pudoare naționalismul afrikaner”.
Frontul Național⁠(d), partid politic fondat în perioada post-apartheid, este cunoscut pentru promovarea naționalismului afrikaner. Partidul are legături cu South Africa Today, presă care raportează despre cazurile fermierilor uciși de către populația majoritară de culoare⁠(d) și alte probleme ale populației albe din Africa de Sud.
Tradiția educației național-creștine este continuată de organizația Beweging vir Christelik-Volkseie Onderwys⁠(d) care educă tineretul despre poporul bur în tradiția calvinismului afrikaner, cultura și istoria burilor, respectiv despre limba afrikaans. Organizația Afrikaner Weerstandsbeweging a fost inactivă după eliminarea apartheidului, însă în 2008 și-a reluat activitățile și militează pentru înființarea unui stat separat în interiorul Africii de Sud. Pe 3 aprilie 2010, Eugène Terre'Blanche, liderul AWB, a fost ucis la ferma sa. Suidlanders este un alt grup naționalist afrikaner care susține că în Africa de Sud urmează să fie declanșat un război rasial⁠(d) din cauza eliminării etnice a populației albe.